# Marios Karapatakis
Marios Karapatakis, gr. Μάριος Καραπατάκης (ur. 12 stycznia 1951) – cypryjski sportowiec, specjalizujący się w żeglarstwie sportowym.
Uczestnik Letnich Igrzysk Olimpijskich 1980. W parze z Dimitriosem Karapatakisem zajął 15. miejsce w klasie Latający Holender.